# 石巻市立雄勝中学校
石巻市立雄勝中学校（いしのまきしりつ おがつちゅうがっこう）は、宮城県石巻市にある公立中学校である。

## 沿革

### （旧）石巻市立雄勝中学校
- 1981年（昭和56年）4月1日 - 雄勝町立雄勝中学校と雄勝町立船越中学校が統合して、新設の雄勝町立雄勝中学校が開校
- 2005年（平成17年）4月1日 - 広域合併により、石巻市立雄勝中学校に改称
- 2011年（平成23年）
  - 3月11日 - 東日本大震災による津波により体育館が流出，校舎が壊滅状態となる。
  - 3月20日 - 雄勝中学校再生を願い，「雄中の日」を設定
  - 4月23日 - 校舎を宮城県石巻北高等学校飯野川校に移転して教育活動を再開
- 2017年（平成29年）3月31日 - （旧）石巻市立雄勝中学校閉校

### （新）石巻市立雄勝中学校
- 2017年（平成29年）4月1日 - 石巻市立大須中学校と石巻市立雄勝中学校が統合し、（新）石巻市立雄勝中学校が開校[3]

## 学区
- 石巻市立雄勝小学校学区[4]

## 校訓
たくましく生きよ。